# Dosarele X (sezonul 10)
Al 10-lea sezon al serialului TV Dosarele X (engleză: The X-Files) a apărut în  2016, fiind considerat inițial ca un miniserial TV. Este o continuare a serialului Dosarele X care a fost difuzat în perioada 1993-2002 de postul de televiziune Fox în Statele Unite ale Americii. După lansarea primelor episoade, Fox a început să se refere la acest minserial  pe site-ul oficial ca fiind  "sezonul 10", fiind considerat la fel de Amazon.com, Hulu și de numeroși critici. Relansarea serialului a fost anunțată la 24 martie 2015 de către Fox, care a confirmat că o serie de  șase episoade va fi produsă. Premiera sezonului a avut loc la 24 ianuarie 2016. Este continuat de un al 11-lea sezon care a avut premiera la 3 ianuarie 2018. 

## Distribuție
- David Duchovny ca Fox Mulder, fost agent FBI.
- Gillian Anderson ca Dana Scully, un medic și un fost agent FBI.
- Mitch Pileggi ca Walter Skinner, director adjunct al FBI.

### Roluri secundare
- William B. Davis ca The Smoking Man,[7] un fost oficial guvernamental și inamicul lui Mulder și Scully, care a lucrat pentru a ascunde adevărul despre existența extratereștrilor, precum și planul lor de a coloniza Pământul.[7]
- Annabeth Gish ca Monica Reyes, un fost agent special FBI.[8]
- Bruce Harwood ca John Fitzgerald Byers, un membru al The Lone Gunmen.[9]
- Tom Braidwood ca Melvin Frohike, un membru al The Lone Gunmen.[9]
- Dean Haglund ca  Richard Langly, un membru al The Lone Gunmen.[9]
- Sheila Larken ca Margaret Scully, mama lui Scully[10]

### Actori invitați
- Joel McHale ca Tad O'Malley, un prezentator de știri pe Internet, care este un aliat al lui Mulder.[11]
- Annet Mahendru ca Sveta, o victimă o  fenomenului de răpire extraterestră.[12]
- Rhys Darby ca Guy Mann[13]
- Kumail Nanjiani ca Pasha[14]
- Robbie Amell ca Agent Miller[15]
- Lauren Ambrose ca Agent Einstein[15]

## Episoade
| №   | # | Titlu                                     | Regia        | Scenariu                                                                         | Premiera          | Cod producție | Audiență SUA (milioane) |
| --- | - | ----------------------------------------- | ------------ | -------------------------------------------------------------------------------- | ----------------- | ------------- | ----------------------- |
| 203 | 1 | „My Struggle”‡                            | Chris Carter | Chris Carter                                                                     | 24 ianuarie 2016  | 1AYW01        | 16.19                   |
| 204 | 2 | „Founder's Mutation”                      | James Wong   | James Wong                                                                       | 25 ianuarie 2016  | 1AYW05        | 9.67                    |
| 205 | 3 | „Mulder and Scully Meet the Were-Monster” | Darin Morgan | Darin Morgan                                                                     | 1 februarie 2016  | 1AYW03        | 8.37                    |
| 206 | 4 | „Home Again”                              | Glen Morgan  | Glen Morgan                                                                      | 8 februarie 2016  | 1AYW02        | 8.31                    |
| 207 | 5 | „Babylon”                                 | Chris Carter | Chris Carter                                                                     | 15 februarie 2016 | 1AYW04        | 7.07                    |
| 208 | 6 | „My Struggle II”‡                         | Chris Carter | Poveste de: Chris Carter, Margaret Fearon & Anne Simon Scenariu de: Chris Carter | 22 februarie 2016 | 1AYW06        | 7.60                    |

Episoadele marcate cu (‡) fac parte din Mitologia Dosarelor X privind extratereștrii, iar celelalte au o poveste de sine stătătoare.